# Othon de Botenlauben

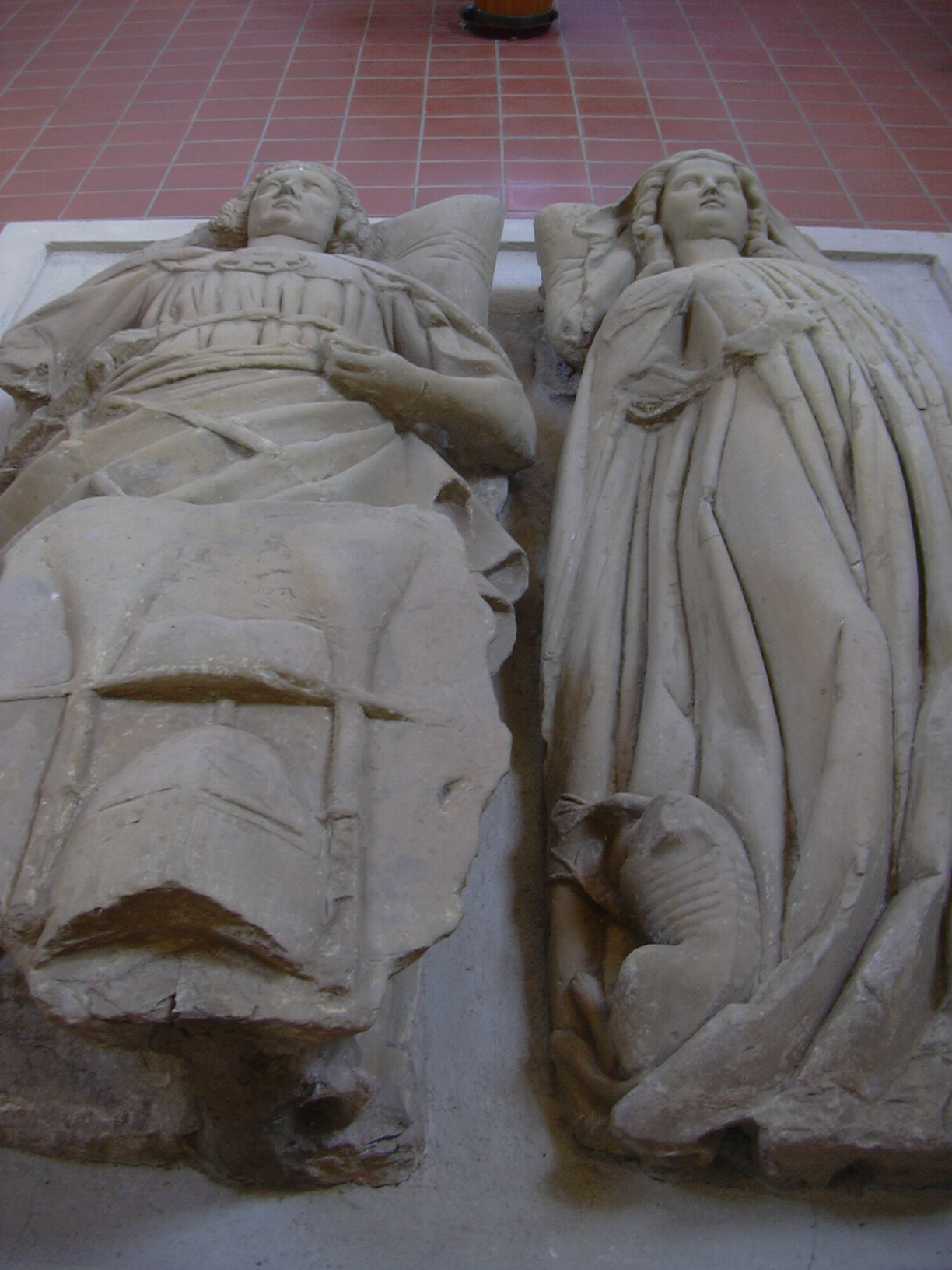
Tombeau d'Otto von Botenlauben et Béatrix de Courtenay à Frauenroth

Othon de Botenlauben (allemand: Otto von Botenlauben ou Botenlouben), comte de Henneberg, né en 1177 à Henneberg et mort avant 1245 près de Bad Kissingen, était un minnesänger (troubadour allemand), croisé et fondateur monastique.
Otto von Botenlauben était le quatrième fils du comte Poppon VI von Henneberg et de sa femme Sophia, comtesse d'Andechs et d'Istrie. Dans les enregistrements les plus anciens (de 1196 et 1197), il s'appelait encore le comte de Henneberg. En 1206, il se nomme le comte de Botenlauben, d'après le Château de Botenlauben près de Bad Kissingen.
L'existence d'Otto est enregistrée pour la première fois à la cour de l'empereur Henri VI du Saint-Empire en 1197, quand il a participé à la campagne de l'empereur en Italie. Après cela, Otto a voyagé en Terre Sainte et a fait une carrière dans le royaume de Jérusalem où il a épousé Béatrix de Courtenay, la fille du sénéchal royal Josselin III. En 1220, il a vendu son héritage (de iure uxoris), la Seigneurie de Josselin, à l'Ordre Teutonique puis est retourné avec Béatrix en Allemagne, où il a souvent fréquenté la cour royale dans les années suivantes. Ses fils, Otto et Henri, ainsi que son petit-fils Albert, se sont joints au clergé et la ligne d'Otto s'est terminée sans héritier.
Otto et sa femme ont fondé le cloître cistercien de Frauenroth en 1231, où ils sont enterrés tous les deux. Le cloître a été détruit lors de la guerre de Trente Ans, mais la pierre tombale reste à ce jour intacte.
Otto était l'un des troubadours rassemblés dans le Codex Manesse. Ses œuvres sont limitées : douze chansons ont survécu, ainsi qu'un Lai.